# Calligrapha fulvipes
Calligrapha fulvipes är en skalbaggsart som beskrevs av Carl Stål 1859. Calligrapha fulvipes ingår i släktet Calligrapha och familjen bladbaggar. Inga underarter finns listade i Catalogue of Life.